# The Pleasure Principle
The Pleasure Principle é o álbum de estreia solo do músico britânico Gary Numan, ex-vocalista da banda Tubeway Army.

## Faixas
Todas as músicas escritas por Gary Numan, exceto as anotadas.
1. "Airlane" - 3:18
2. "Metal" - 3:32
3. "Complex" - 3:12
4. "Films" - 4:09
5. "M.E." - 5:37
6. "Tracks" - 2:51
7. "Observer" - 2:53
8. "Conversation" - 7:36
9. "Cars" - 3:58
10. "Engineers" - 4:01
11. "Random" (Demo)* - 3:49
12. "Oceans" (Demo)* - 3:03
13. "Asylum" (B-Side of Cars)* - 2:31
14. "Me! I Disconnect From You" (Live)* - 3:06
15. "Bombers" (Live)* - 5:46
16. "Remember I Was Vapour" (Live)* - 4:46
17. "On Broadway" (Live)* (Jerry Leiber, Mike Stoller, Barry Mann, Cynthia Weil) - 4:48

- As faixas bônus do CD estão marcadas com um asterisco (*).

## Faixas (Edição Comemorativa de 30 anos)
A edição especial de aniversário foi lançada em 21 de Setembro de 2009.
Disco 1
1. "Airlane"
2. "Metal"
3. "Complex"
4. "Films"
5. "M.E."
6. "Tracks"
7. "Observer"
8. "Conversations"
9. "Cars"
10. "Engineers"

Disco 2
1. "Airlane (Demo Version)"
2. "Metal (Demo Version)"
3. "Complex (Demo Version)"
4. "Films (Demo Version)"
5. "M.E. (Demo Version)"
6. "Tracks (Demo Version)"
7. "Observer (Demo Version)"
8. "Conversation (Demo Version 2)"
9. "Cars (Demo Version)"
10. "Engineers (Demo Version)"
11. "Random (2009 Remaster)"
12. "Oceans (2009 Remaster)"
13. "Asylum (2009 Remaster)"
14. "Photograph (2009 Remaster)"
15. "Gymnopedies No. 1 (Demo Version)"
16. "Conversation (Demo Version 1)"
17. "M.E. (Out Take Mix)"

Disco 3
1. "Down in the Park (The Live EPs - 1980)"
2. "On Broadway (The Live EPs - 1980)"
3. "Every Day I Die (The Live EPs - 1980)"
4. "Remember I Was Vapour (The Live EPs - 1980)"
5. "Bombers (The Live EPs - 1980)"
6. "Me! I Disconnect From You (The Live EPs - 1979)"
7. "Conversation (The Live EPs - 1979)"
8. "Metal (The Live EPs - 1979)"
9. "Down in the Park (The Live EPs - 1979)"
10. "Airlane (Living Ornaments '79)"
11. "Cars (Living Ornaments '79)"
12. "We Are So Fragile (Living Ornaments '79)"
13. "Films (Living Ornaments '79)"
14. "Something's In The House (Living Ornaments '79)"
15. "My Shadow In Vain (Living Ornaments '79)"
16. "Conversation (Living Ornaments '79)"
17. "The Dream Police (Living Ornaments '79)"
18. "Metal (Living Ornaments '79)"

## Certificações
| Região                                              | Certificação | Vendas   |
| --------------------------------------------------- | ------------ | -------- |
| Austrália (ARIA)                                    | Ouro         | 35 000^  |
| Canadá (Music Canada)                               | Ouro         | 50 000^  |
| Reino Unido (BPI)                                   | Ouro         | 100,000^ |
| ^números de vendas baseados somente na certificação |              |          |